# Cantó de Montier-en-Der
El cantó de Montier-en-Der és un cantó francès del departament de l'Alt Marne, situat al districte de Saint-Dizier. Té 12 municipis i el cap és Montier-en-Der.

## Municipis
- Ceffonds
- Droyes
- Frampas
- Longeville-sur-la-Laines
- Louze
- Montier-en-Der
- Planrupt
- Puellemontier
- Robert-Magny
- Laneuville-à-Rémy
- Sommevoire
- Thilleux

## Història
| Data d'elecció                           | Identitat          | Partit                         | Qualitat |
| ---------------------------------------- | ------------------ | ------------------------------ | -------- |
| 1945-19..                                | Georges Barbier    | CNIP                           |          |
| 19..-1979                                | M. Prevost         | radical, després Divers droite |          |
| 1979-1985                                | M. Trussart        | Divers droite                  |          |
| 1985-1992                                | Roger Mielle       | Divers droite                  |          |
| 1992-2011                                | Jean-Jacques Bayer | UDF, després UMP               |          |
| 2011-                                    | Eric Krezel        | Divers gauche                  |          |
| les dades anteriors no són pas conegudes |                    |                                |          |
|                                          |                    |                                |          |

## Demografia
| A partir de 1990: Població sense dobles comptes |